# Leptobunus pallidus
Leptobunus pallidus is een hooiwagen uit de familie echte hooiwagens (Phalangiidae).